# Kamionka (dopływ Kamiennej)

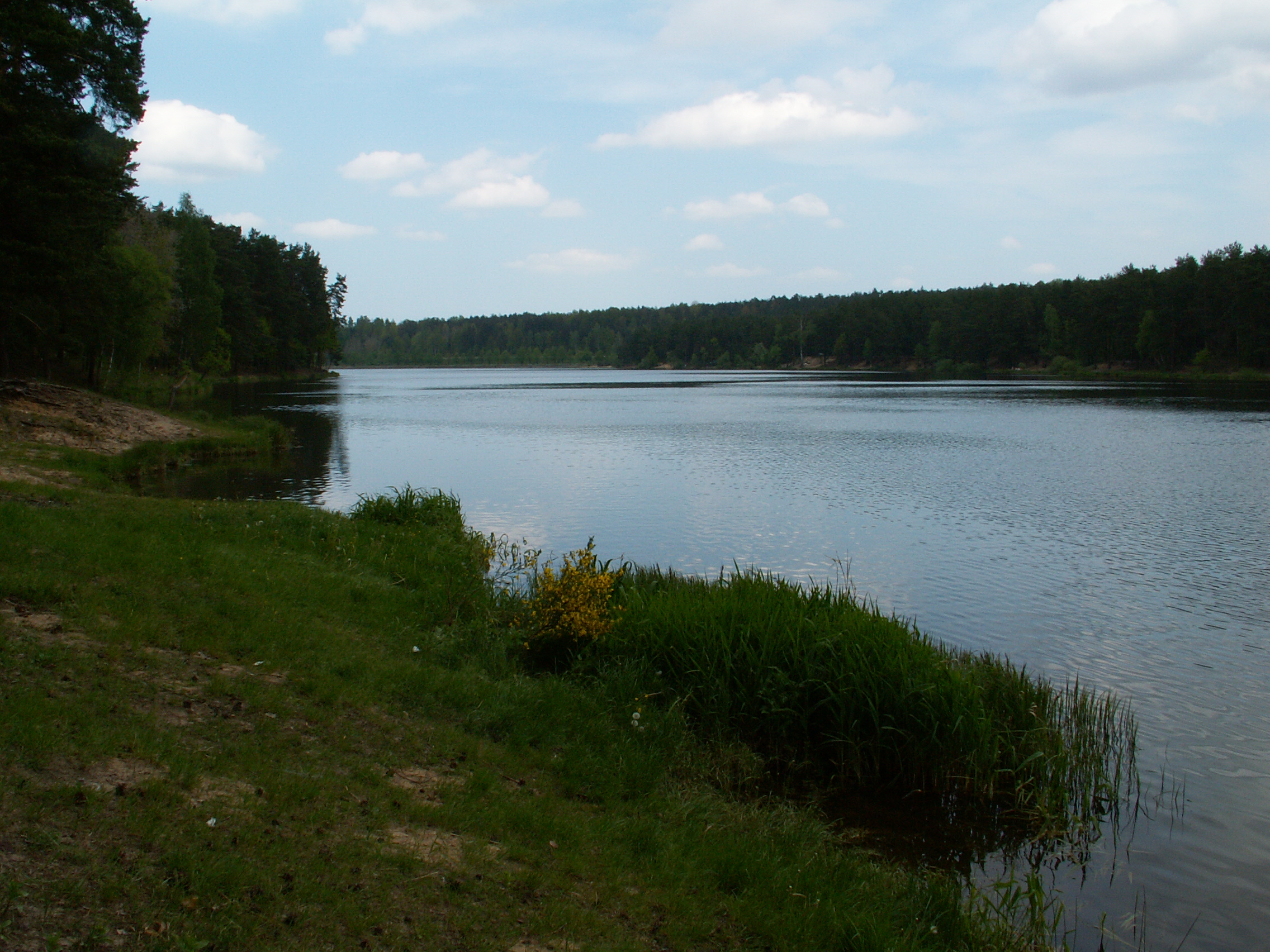
Zalew Rejów na Kamionce

Kamionka (dawna nazwa Łączna) – rzeka o długości 17 km i zlewisku ok. 107 km², prawy dopływ Kamiennej, do której uchodzi na obrzeżach Skarżyska-Kamiennej.

## Dopływy
1. Prawy – bezimienny
2. Lewy – Jaślana
3. Lewy – Łosiennica (Osieniec)
4. Prawy – bezimienny

## Zbiorniki wodne na Kamionce
1. Suchedniów
2. Rejów

## Flora
Na stawie w Rejowie, jeszcze w 1935, rosła rzadka roślina - kotewka orzech wodny. W rzece po raz pierwszy w Górach Świętokrzyskich odkryto stanowisko omiegu górskiego. Na skałkach jej doliny rosła też reliktowa zanokcica północna.